# Parathelypteris borealis
Parathelypteris borealis là một loài thực vật có mạch trong họ Thelypteridaceae. Loài này được (HARA) K.H. Shing mô tả khoa học đầu tiên năm 1999.